# Arnie David Giralt
Arnie David Giralt Rivero (ur. 26 sierpnia 1984 w Santiago de Cuba) – kubański lekkoatleta, trójskoczek.

## Osiągnięcia
- srebrny medal mistrzostw świata juniorów młodszych (Debreczyn 2001)
- złoto mistrzostw świata juniorów (Kingston 2002)
- srebro halowych mistrzostw świata (Walencja 2008)
- 1. miejsce na Światowym Finale IAAF (Saloniki 2009)
- regularnie miejsca w czołówce podczas mistrzostw świata:
  - Paryż 2003 - 4. miejsce
  - Helsinki 2005 - 8. miejsce
  - Osaka 2007 - 8. miejsce
  - Berlin 2009 - 5. miejsce
- brąz halowych mistrzostw świata (Doha 2010)
- wielokrotny medalista mistrzostw kraju

Giralt trzykrotnie reprezentował Kubę na igrzyskach olimpijskich. W 2004 podczas igrzysk w Atenach uplasował się na 17. pozycji w eliminacjach, nie awansując do finału. Cztery lata później w Pekinie zajął 4. miejsce. Podczas igrzysk w Londynie (2012) zajął 16. lokatę w eliminacjach i nie awansował do finału.
Jego ojciec – David Giralt również był lekkoatletą, uczestnikiem igrzysk olimpijskich w Moskwie w 1980, gdzie odpadł w eliminacjach skoku w dal.

## Rekordy życiowe
- trójskok – 17,62 (2009)
- trójskok (hala) – 17,47 (2008)